# حيد على صلاح (المفلحي)

تعديل مصدري - تعديل

حيد على صلاح هي إحدى قرى عزلة المفلحي بمديرية المفلحي التابعة لمحافظة لحج، بلغ تعداد سكانها 49 نسمة حسب تعداد اليمن لعام 2004.